# エジプトの聖マリア (リベーラ、ナポリ)
『エジプトの聖マリア』（エジプトのせいマリア、伊: Santa Maria Egiziaca、英: Saint Mary of Egypt）は、17世紀スペイン・バロック期の巨匠ホセ・デ・リベーラが1651年にキャンバス上に油彩で描いた絵画である。テーブルの端に「Jusepe de Ribera español / F. 1651 (スペイン人フセぺ・デ・リベーラ/1651年制作)」という画家の署名と制作年が記されている。作品は現在、ナポリのコーモ宮殿内にあるフィランジエーリ市立美術館に所蔵されている。絵画は本来、ミランダ公爵のコレクションにあったが、おそらく18世紀にフィランジエーリに移された。

## 作品
本作は、1640年代最初の数年間にリベーラが描いた、少なくともほかに3点ある同主題作中の最後のものである。この作品で、エジプトのマリアは4分の3正面向きの半身像で表されている。一方、以前のほかのヴァージョンでは、画家の生涯最後の時期に描かれた作品の人物同様、マリアはほぼ全身像である。ある伝説によれば、描かれている女性は画家自身の娘であり、また別の伝説によれば、彼女は1648年にドン・フアン・デ・アウストゥリア (Don Juan de Austria)  に誘惑され、捨てられたという。しかし、どちらの伝説も、現在まで伝わる文献的情報によって確証が得られているわけではない。
本作の様式は、1637年の新ヴェネツィア派に影響される以前のリベーラの自然主義的様式を想起させる。場面は暗色と抑制された色調に支配されているが、現在モンペリエのファーブル美術館にある『エジプトの聖マリア』と類似している。マリアは質素なボロの服を纏っており、両手を合わせ、目を上に向け、過去を悔い、キリスト教に改宗して砂漠に隠遁する用意ができている。図像学によれば彼女が砂漠に携行したという3つのパン、そして悔悛の象徴である頭蓋骨が画面下部に描き込まれている。

## ギャラリー

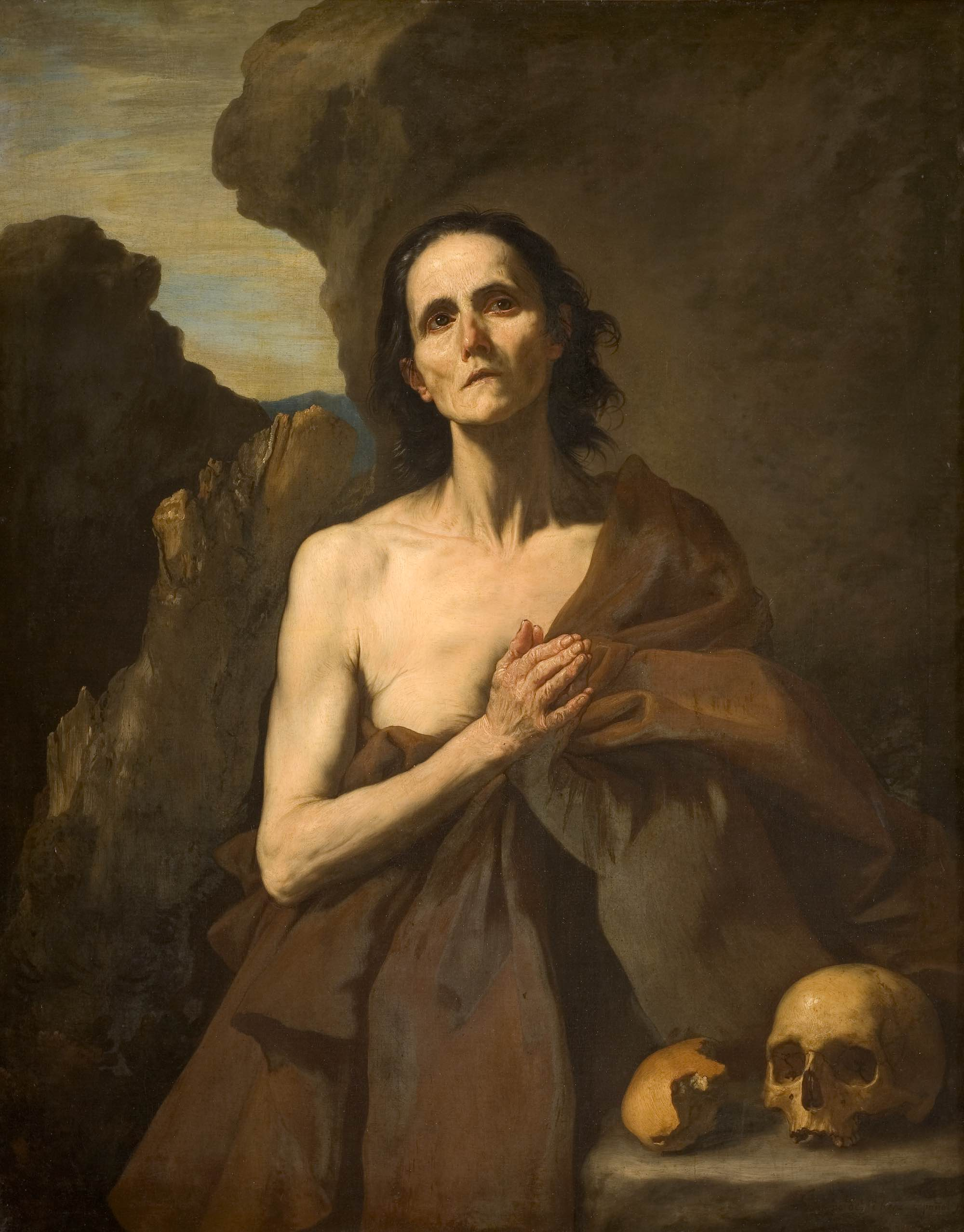
『エジプトの聖マリア』1641年
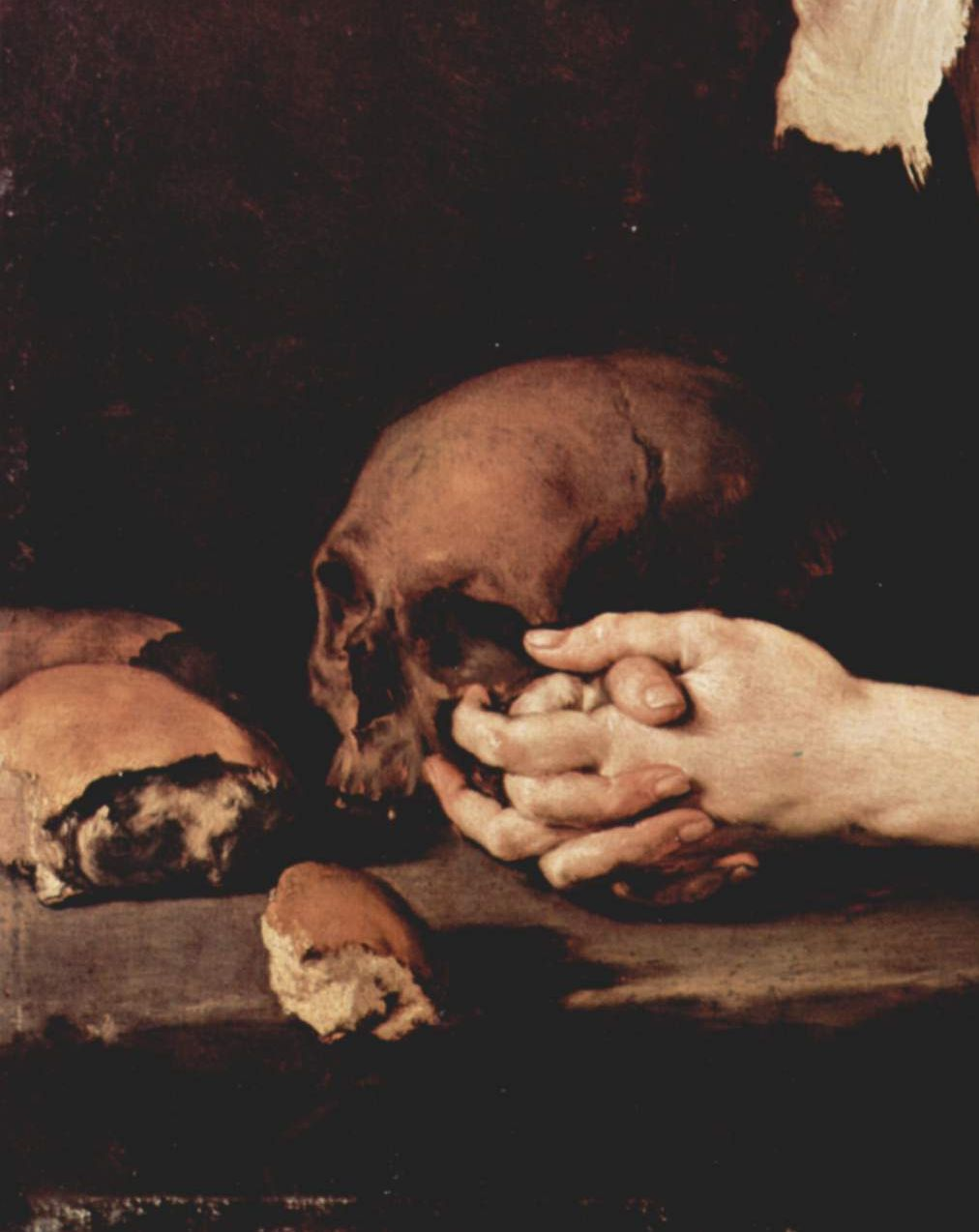
本作の静物描写 (部分)